# Filacciano
Filacciano és un comune (municipi) de la ciutat metropolitana de Roma, a la regió italiana del Laci, situat uns 40 km al nord de Roma. L'1 de gener de 2018 tenia 461 habitants.
Filacciano limita amb els municipis de Forano, Nazzano, Poggio Mirteto, Ponzano Romano i Torrita Tiberina.